# Simon François Bernard
Simon François Bernard, detto le clubiste (Carcassonne, 28 gennaio 1817 – Londra, 25 novembre 1862), è stato un medico e rivoluzionario francese naturalizzato inglese, noto per essere stato coinvolto nel tentativo di Felice Orsini di assassinare l'imperatore francese Napoleone III.

## Biografia
Nato in una famiglia della piccola borghesia, si laureò in medicina a Montpellier. Nel 1837 si arruolò come medico militare nella marina francese e trascorse molto tempo in Sudamerica.
Bernard cominciò a interessarsi, già durante gli studi universitari, al pensiero del socialista utopico Charles Fourier. Tornato in Francia nel 1842, si dedicò alla politica e al giornalismo, e nel 1846 divenne coredattore capo, assieme a Pierre Lefranc, de L'Indépendant des Pyrénées-Orientales. Durante la Rivoluzione francese del 1848 si espresse a favore della rivoluzione più radicale e, per i richiami al Club dei Giacobini, ricevette il soprannome di "clubiste". Divenne popolare con una serie di cinque pamphlet intitolati Tais-toi, Rodin! Réponse aux calomniateurs du socialisme (Taci, Rodin! Risposta ai calunniatori del socialismo); Rodin era il cattivo di un romanzo d'appendice di Sue, L'ebreo errante. Nel 1849 Bernard emigrò in Belgio; nel 1851 si trasferì in Inghilterra dove frequentò gruppi radicali e rivoluzionari. Il 15 gennaio 1858 fu arrestato per aver fornito a Felice Orsini le bombe utilizzate per l'attentato del precedente 14 gennaio contro Napoleone III. Processato da una corte inglese fu assolto. Bernard sfruttò la notorietà derivata dal processo per divulgare le sue idee in una serie di conferenze. Il 25 aprile 1862 fu rinchiuso nel manicomio di Wandsworth dove morì nel successivo mese di novembre.
Simon François Bernard appare nel romanzo storico "I traditori" di Giancarlo De Cataldo, dove è rappresentato come un rivoluzionario alla ricerca del martirio, il quale rimane deluso dall'assoluzione del tribunale inglese nel processo intentatogli per il ruolo svolto nell'attentato di Orsini a Napoleone III.

## Scritti
- Projet d'une crèche-modèle à Toulouse, Toulouse: impr. de J.-P. Froment, 1846, 16 p.
- Tais-toi, Rodin! Réponse aux calomniateurs du socialisme. Fermons les clubs! Premier pamphlet adressé à M. Léon Faucher, ministre de l'Intérieur, Paris: Propagande démocratique et sociale, 4 marzo 1849
- Tais-toi, Rodin! Réponse aux calomniateurs du socialisme. Nous les vaincrons, Paris: Propagande démocratique et sociale, 5 aprile 1849
- Tais-toi, Rodin! Réponse aux calomniateurs du socialisme. Une campagne, Paris: Propagande démocratique et sociale, 1849
- Tais-toi, Rodin! Réponse aux calomniateurs du socialisme. L'union fait la force, Paris: Propagande démocratique et sociale, 1849
- Tais-toi, Rodin! Réponse aux calomniateurs du socialisme. Tous ou chacun!, Paris: Propagande démocratique et sociale, 20 aprile 1849
- Rome à la France, révélations sur la question romaine par un constituant de Rome, Paris: impr. de E. de Soye, 1849-1850